# Файст, Зигмунд
Зигмунд Файст, нем. Sigmund Feist (12 июня 1865, Майнц — 23 марта 1943, Копенгаген) — немецкий педагог и специалист по исторической лингвистике еврейского происхождения, автор гипотезы о догерманском субстрате, а также ряда работ, посвящённых этнической и расовой идентичности евреев.

## Биография
В период 1906—1935 годах был директором «Дома еврейских сирот Райхенхайма» в Берлине. Сохранял тесные отношения с бывшими воспитанниками и после того, как они покидали детдом, в годы Первой мировой войны переписывался с теми из них, кто был призван на фронт. В 1939 году эмигрировал в Данию, где и умер.
Один из его воспитанников, Герман Тойхерт, также стал известным лингвистом.
Собранная корреспонденция хранится в Centrum Judaicum Новой синагоги в Берлине с 1995 года. Переписка Файста с фронтовиками была опубликована отдельной книгой в 2002 году.

## Избранный список сочинений

### Индоевропеистика
- Einführung in das Gotische. — 1922.
- Etymologisches Wörterbuch der gotischen Sprache. — 1923.
- Vergleichende Wörterbuch der Gotischen Sprache mit Einschluss des Krimgotischen und sonstiger zerstreuter Überreste des Gotischen. — 1923.
- Indogermanen und Germanen. — 1924.
- Germanen und Kelten in der antiken Überlieferung. — 1925.

### Еврейская история и идентичность
- Stammeskunde der Juden. Die jüdischen Stämme der Erde in alter und neuer Zeit. Historisch-anthropologische Skizzen. — 1925.
- Die Ethnographie der Juden (with Lionel S. Reisz). — 1926.
- Rassenkunde des jüdischen Volkes. — 1930.
- Ein Zeitgenosse Alexander des Großen über die Juden. — ?.